# 延岡電気
延岡電気株式会社（のべおかでんきかぶしきがいしゃ）は、大正から昭和初期にかけて存在した日本の電力会社である。九州電力送配電管内にかつて存在した事業者の一つ。
宮崎県延岡市にあった電力会社で、同市を中心に宮崎県北部に電気を供給した。前身は旧延岡藩主内藤政挙が経営した延岡電気所で、1910年（明治43年）に開業。1924年（大正13年）に会社組織の延岡電気となった。後に九州水力電気の傘下に入り、1940年（昭和15年）に同社へ吸収された。

## 沿革

### 延岡電気所創業

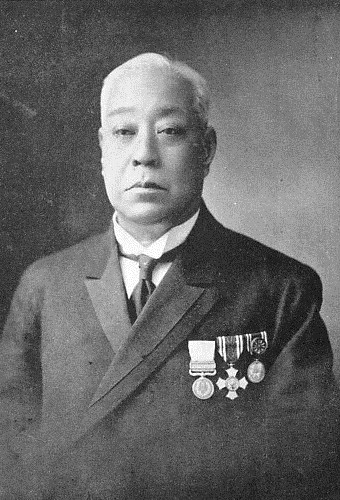
内藤政挙

1907年（明治40年）8月、宮崎県最初の電気供給事業として宮崎市に日向水力電気が開業した。電源は清武川の黒北発電所であるが、これが県下で最初の発電所というわけではなく、すでに県北部に鉱山用の自家用水力発電所が存在していた。その最初のものは三菱鉱業が建設した五ヶ瀬川水系網の瀬川の小発電所（出力96キロワット）である。この発電所は西臼杵郡七折村（現・日之影町）にあった槙峰鉱山（銅山）の自家用発電所として建設された。ここでは明治中盤から水車や蒸気機関による動力を採掘・製錬作業に取り入れ機械化が進んでいた。
網の瀬川の西にある槙峰鉱山に対し、川の東、東臼杵郡北方村（現・延岡市）にあったのが同じく銅山の日平鉱山である。ここは三菱ではなく旧延岡藩主の内藤政挙が経営していた。日平鉱山も槙峰と同様に明治中盤から水車・蒸気機関を取り入れ、1900年（明治33年）には三菱に続いて自家用水力発電所を新設して電化に着手した。内藤家が建設したのは菅原（すげはる）発電所（出力150キロワット・1900年2月運転開始）と片内発電所（出力400キロワット・1907年10月運転開始）で、宮崎県内で2番目と3番目の発電所となった。
鉱山の電化が進む一方、延岡の町ではなお照明はランプや提灯の時代であった。このため延岡と恒富村・岡富村の有志は話し合いをもち、発電所を持つ内藤に対して延岡に電灯を引くよう要望した。内藤は町の近代化と火災防止などの点から電灯供給に踏み切り、市街の南町に「延岡電気所」を開設。城山の西に変電所を建設して菅原発電所から送電線を架設し、1910年（明治43年）1月より電灯供給を開始した。これにより延岡の町に初めて電灯が点灯した。
その後1913年（大正2年）5月に富高（現・日向市）、翌1914年（大正3年）7月には都農・高鍋にも変電所が新設され、延岡電気所の事業は県北部一帯に拡大していった。

### 株式会社改組
事業の拡大に伴い、内藤家は電気事業の公共性を鑑みて株式会社組織とすることとし、1924年（大正13年）4月28日に資本金350万円で延岡電気株式会社を設立した。同社は同年6月10日に逓信省の認可を得て内藤家より電気事業を譲り受けた。本社は延岡電気所の建物を引き継ぎ延岡市南町に設置。初代社長には鈴木憲太郎が就任した。
延岡電気は発足とともに名貫川発電所（出力630キロワット）を着工し、1925年（大正14年）に新設した。これにより発電力は水力発電所5か所で計1,840キロワットとなるが、1929年（昭和4年）12月にはこの総発電力を単独で上回る出力3,200キロワットの祝子川発電所を新設している。
内藤政挙死後の1930年（昭和5年）4月、内藤家は九州の有力電力会社九州水力電気へとその持ち株4万9000株を譲渡した。このため延岡電気は九州水力電気の傘下に入り、同年5月、同社から役員が派遣されて社長は同社社長麻生太吉に代わった。なお延岡電気買収に先立つ1927年（昭和2年）に宮崎市の日向水力電気も九州水力電気に合併されている。

### 九州水力電気との合併
延岡電気の供給成績は1930年代初頭の一時期を除いて増加しており、1938年（昭和13年）10月末時点では電灯数11万703灯、小口電力3,185馬力（約2,343キロワット）、大口電力2,008キロワット、電熱535キロワットであった。なお延岡市には大口需要者の旭ベンベルグ絹糸延岡工場（現・旭化成）があるが、同工場の電源は自家発電（1937年時点で7か所・総出力5万8,898キロワット）や親会社日本窒素肥料からの受電が主体で、延岡電気からの供給は受けていない。
1930年代後半以後、日中戦争下で電力管理法施行や日本発送電設立（1939年4月）など国主導の電気事業再編（第1次電力国家管理）が進む中、延岡電気の親会社九州水力電気は九州における民間事業者による事業再編の中心の一つとなった。すなわち、1940年（昭和15年）4月1日、傘下の各社、延岡電気・神都電気興業（宮崎県・旧日向水力電気区域が再独立）・南豊電気（大分県）・昭和電灯（福岡県）・筑後電気（同）の5社を一挙に合併したのである。
合併後、電力国家管理が進展して日本発送電への統合強化と配電統制が推進され（第2次電力国家管理）、1941年（昭和16年）8月、「配電統制令」の施行に至る。同令に基づき全国を9ブロックに分割し、地区ごとに国策配電会社を新設してこれに既存配電事業を統合することとなった。九州地方では九州7県に沖縄県を加えた地域の配電事業を九州配電株式会社に統合する方針とされ、九州水力電気と九州電気（旧・熊本電気）・日本水電・東邦電力の4社が統合に参加するよう当局から命令をうけた。このうち九州水力電気は「配電株式会社となるべき株式会社」に指定され、翌1942年（昭和17年）4月1日の九州配電設立と同時に消滅した。

## 供給区域
1938年（昭和13年）12月末時点における電灯・電力供給区域は以下の通り。特記のない限り宮崎県内である。
- 延岡市
- 東臼杵郡
  - 南方村・北方村（現・延岡市）
  - 門川町
  - 富島町・岩脇村・東郷村（現・日向市）
  - 南郷村・西郷村・北郷村（現・美郷町）
- 西臼杵郡
  - 諸塚村
  - 岩井川村・七折村（現・日之影町）
  - 高千穂町、上野村・田原村（現・高千穂町）、岩戸村（現・高千穂町・日之影町）
  - 三ヶ所村・鞍岡村（現・五ヶ瀬町）
- 児湯郡
  - 美々津町（現・日向市）
  - 都農町
  - 川南村（現・川南町）
  - 高鍋町
  - 木城村（現・木城町）
  - 富田村（現・新富町）
- 熊本県阿蘇郡
  - 野尻村（現・高森町）
  - 波野村大字中江字山崎[15]（現・阿蘇市）

## 発電所一覧
延岡電気が運転していた発電所は以下の通り。
| 発電所名 | 種別 | 出力 (kW) | 所在地・河川名                                                  | 運転開始   | 備考                              |
| -------- | ---- | --------- | --------------------------------------------------------------- | ---------- | --------------------------------- |
| 三田井   | 水力 | 70        | 西臼杵郡高千穂町 （河川名：五ヶ瀬川水系押方川）                 | 1915年1月  | 1940年以降廃止                    |
| 夕ヶ鶴   | 水力 | 140       | 西臼杵郡岩戸村（現・高千穂町） （河川名：五ヶ瀬川水系夕ヶ鶴川） | 1920年8月  | 1950年12月廃止                    |
| 片内     | 水力 | 400       | 東臼杵郡北方村（現・延岡市） （河川名：五ヶ瀬川水系網の瀬川）   | 1907年10月 | 1958年10月廃止                    |
| 菅原     | 水力 | 150 →600  | 東臼杵郡北方村（現・延岡市） （河川名：五ヶ瀬川水系網の瀬川）   | 1900年2月  | 1917年10月出力変更 1958年10月廃止 |
| 祝子川   | 水力 | 3,200     | 延岡市 （河川名：五ヶ瀬川水系祝子川）                           | 1929年12月 | 1972年7月廃止                     |
| 名貫川   | 水力 | 630       | 児湯郡都農町 （河川名：名貫川）                                 | 1925年12月 | 現・九電名貫川発電所              |

上記発電所のうち、廃止された三田井発電所を除き九州水力電気から九州配電へ継承され、さらに1951年（昭和26年）以降は九州電力（九電）に引き継がれている。